# Фузили
Фузили (у САД-у познатији као "ротини" ) су врста тестенина које се формирају у облику вадичепа или спиралног облика. Реч фузили претпоставља се да потиче од фусо („вретено“), јер се традиционално „врти“ притиском и котрљањем мале шипке преко танких трака тестенине да би се намотала око ње у облику вадичепа. 
Поред обичних и целих сорти пшенице, као и код било које тестенине, и друге боје се могу мешати у тесто, што такође утиче на укус, на пример цвекла или парадајз за црвено, спанаћ за зелено,  и мастило сипе за црно.
Термин фузили се такође користи за описивање кратке, истиснуте, увијене тестенине познате као ротини у Сједињеним Државама. 

## Варијанте
Фузили могу бити пуни или шупљи. Варијанта типа фузила који настају као шупље цеви тестенине које су увијене у опруге или вадичеп се називају фузили буцати. Друга варијанта су увијене велике дужине као да су шпагети намотани око предмета познатог као дуги фузили. Фузили Напуљски су равне дужине смотаних тестенина формираних око вретена. 